# 福田悌夫
福田 悌夫（ふくだ やすお、1895年（明治28年）12月4日 - 1966年（昭和41年）8月28日）は、大正から昭和期の地主、農業経営者、著述家、教育者、実業家、政治家。衆議院議員、山口県都濃郡福川町長。

## 経歴
山口県都濃郡福川村（福川町（第1次）、徳山市、福川町（第2次）、南陽町、新南陽市を経て現周南市）で福田秀夫の五男として生まれ、素封家福田民平の養子となる。1920年（大正9年）東京帝国大学法学部政治学科を卒業した。
農業を営む。著述業にも従事し、雑誌『新思潮』を経営。その後、徳山実業実践学校講師、徳山商業学校教諭を務めた。政治家道源権治の後継者と目され、都濃郡農会長、同教育会長の後任に推薦されて就任。その他、都濃郡青年団長、同女子青年団長、同連合婦人会長、福川町教育会長、同農会長、山口県農会議員、塩業組合中央会副会長、柏工業社長なども務めた。
1937年（昭和12年）4月、第20回衆議院議員総選挙（山口県第2区、立憲民政党公認）では道源権治が顧問を務めて当選し、翼賛議員同盟に所属して衆議院議員に1期在任した。この間、民政党院内幹事なども務めた。また、1937年5月から福川町長、同消防組頭にも在任した。
戦後、公職追放となった。1951年、追放解除。

## 国政選挙歴
- 第19回衆議院議員総選挙（山口県第2区、1936年2月、中立）次点落選[10]
- 第20回衆議院議員総選挙（山口県第2区、1937年4月、立憲民政党公認）当選[11]
- 第21回衆議院議員総選挙（山口県第2区、1942年4月、翼賛政治体制協議会推薦）次点落選[12]

## 著作
- 『公民講義』白銀日新堂本店、1937年。